# Айтыш (фонд)
Общественный фонд «Айтыш» — благотворительная организация, декларирующая целью поддержание и развитие культуры в Кыргызстане. Основан в 2001 году в городе Бишкек общественным деятелем, кинорежиссером и продюсером  Садыком Шер-Ниязом. В структуру фонда входят объединение акынов-импровизаторов айтыш, киностудия «Айтыш Фильм», кинофестиваль «Кыргызстан — страна короткометражных фильмов», кинотеатр «Манас», литературный клуб «Калемгер».

## История
Идея создания общественного фонда «Айтыш» зародилась в 1998 году. В те годы искусство акынов-импровизаторов было слабо развито и не было распространено в масштабах страны.
В 2001 году Садык Шер-Нияз основал фонд с целью поддержки молодых акынов-импровизаторов и восстановления былого величия традиционного искусства айтыш. Совместно с такими известными акынами как Ашыралы Айталиев, Эстебес Турсуналиев и Тууганбай Абдиев была создана школа молодых акынов. К 2014 году в школе обучается около 30 человек.
В 2003 году искусство акынов-импрвизаторов и сказителей было включено ЮНЕСКО в список нематериального культурного наследия человечества. Основатель фонда Садык Шер-Нияз удостоился особой благодарности генерального директора ЮНЕСКО Коитиро Матцууры за вклад в мировую культуру.
В 2004 году телеканал РФ НТВ посвятил искусству айтыш и общественному фонду «Айтыш» отдельный репортаж, а в 2005 году крупнейшая газета США «Washington Post» напечатала об этом статью .
Фонд открыл новые имена талантливых акынов: Амантай Кутманалиев, Женишбек Токтобеков, Эльмирбек Иманалиев, Аалы Туткучиев, Азамат Болгонбаев и другие. Кроме этого, фонд способствовал возобновлению культурного единства между кыргызами и казахами, частью культуры которых является айтыш, посредством международных состязательных концертов.
Позднее фонд «Айтыш» поставил себе задачу содействовать развитию других сфер культуры. С 2004 году запускаются новые проекты общественного фонда «Айтыш».

## Деятельность
С 2001 года ОФ «Айтыш» организовывает и спонсирует:
- состязательные концерты акынов-импровизаторов, проходящие 2-3 раза в год[9], с призовым фондом 1 000 000 сом (KGS);
- благотворительные концерты, акции, культурные мероприятия и празднования юбилеев видных акынов;
- кинофестивали, кинопоказы и другие мероприятияе в сфере кино[10][11].

Помимо этого фонд оказывает поддержку в выпуске, презентации и распространении печатных изданий, видео и аудиоматериалов, авторами которых являются акыны и не только.
В 2004 году ввиду большого интереса к искусству айтыш среди населения, первый телеканал Общественной Теле-радиовещательной Корпорации (ОТРК) и второй телеканал ЭлТР начали прямую трансляцию состязательных концертов айтыш.
Постоянными партнерами фонда являются Министерство Культуры Кыргызской Республики, МФГС (Межгосударственный фонд гуманитароного сотрудничества), Платформа «Диалог Евразия», Кыргызфильм, Международный ПЕН-клуб и другие.

## Проекты фонда
В 2001 году с целью содействия в развитии молодых акынов и сказителей основана школа молодых акынов-импровизаторов.
В декабре 2004 года основан литературный клуб «Калемгер». Целью клуба является поддержка молодых литераторов Кыргызстана. Выпущено несколько сборников членов клуба, а также десятки периодических альманахов.
В 2006 году основана киностудия «Айтыш Фильм». Основная цель киностудии — развитие кыргызского кинематографа путём поддержки творчества талантливой молодежи. Студия производит художественные, анимационные и документально-телевизеонные фильмы.
Ежегодный международный кинофестиваль короткометражных фильмов стран СНГ, Балтии и Грузии «Кыргызстан — страна короткометражных фильмов» проводится с 2011 года в городе Бишкек, Кыргызстан. Традиционно, открытие проходит 12 декабря, а сам фестиваль длится 4 дня. Дата открытия кинофестиваля приурочена ко дню рождения великого кыргызского писателя Чингиза Торокуловича Айтматова.